# 刘允中 (1917年)
刘允中（1917年11月—1996年8月2日），男，河南安阳人，中国西北地区医疗卫生界人物。原八路军军医。

## 生平
农历1917年10月出生在河南焦作，祖籍安阳。1930年在开封两河中学读书，初中因家庭贫困失学一年，自学文言文和英语。1932年考入北平大同中学高中读书，毕业后因经济困难返乡，考入焦作中福医院护校，毕业后又受医学训练二年，开始从事麻醉实习医生工作。1937年七七事变后赴武汉，在国民党115伤兵医院供职，任上尉军医。1938年与黄树则等赴延安参加革命，在八路军总部直属卫生所工作。1941年调任中央卫生处门诊部主任。1942年调任延安学生疗养院医务主任，兼任留守兵团医训班和中央医院医训班外科学教员。1943年初调回中央医院，担任新成立的传染病科主任。1945年11月调任延安白求恩国际和平医院副院长，兼任外科医疗技术工作。
1950年，任中国人民解放军第一野战军第一陆军医院政治委员，兼甘肃省人民政府卫生厅厅长。1953年离开军界，任甘肃省人民政府卫生厅厅长兼党组书记。1956年10月，率领代表团参加在日本东京举办的亚洲国际产业医学会议。1957年，调任中国科学院兰州分院党组书记、副院长，兼甘肃省科委副主任和科协主席等职。1965年至1969年12月，担任中国科学院光学精密机械研究所党委书记。后被调到四川建立光电技术研究所。
1974年2月底至1980年12月，担任中国科学院光电技术研究所党委书记。1978年12月至1980年10月，担任中国科学院成都分院党组书记兼副院长；1980年10月至1983年6月，担任该院院长；1983年6月至1990年7月，担任该院党组成员兼顾问，中国科学院自然资源委员会委员。1986年被聘为成都电讯工程学院兼职教授。
1996年8月2日逝世，终年78岁。